# Tipula vayu
Tipula vayu är en tvåvingeart som beskrevs av Alexander 1964. Tipula vayu ingår i släktet Tipula och familjen storharkrankar. Inga underarter finns listade i Catalogue of Life.